# Arquidiócesis de Nueva York
La arquidiócesis de Nueva York (en latín: Archidioecesis Neo-Eboracensis y en inglés: Roman Catholic Archdiocese of New York) es una circunscripción eclesiástica de la Iglesia católica en Estados Unidos. Se trata de una arquidiócesis latina, sede metropolitana de la provincia eclesiástica de Nueva York. Desde el 23 de febrero de 2009 su arzobispo es el cardenal Timothy Michael Dolan. 

## Territorio y organización

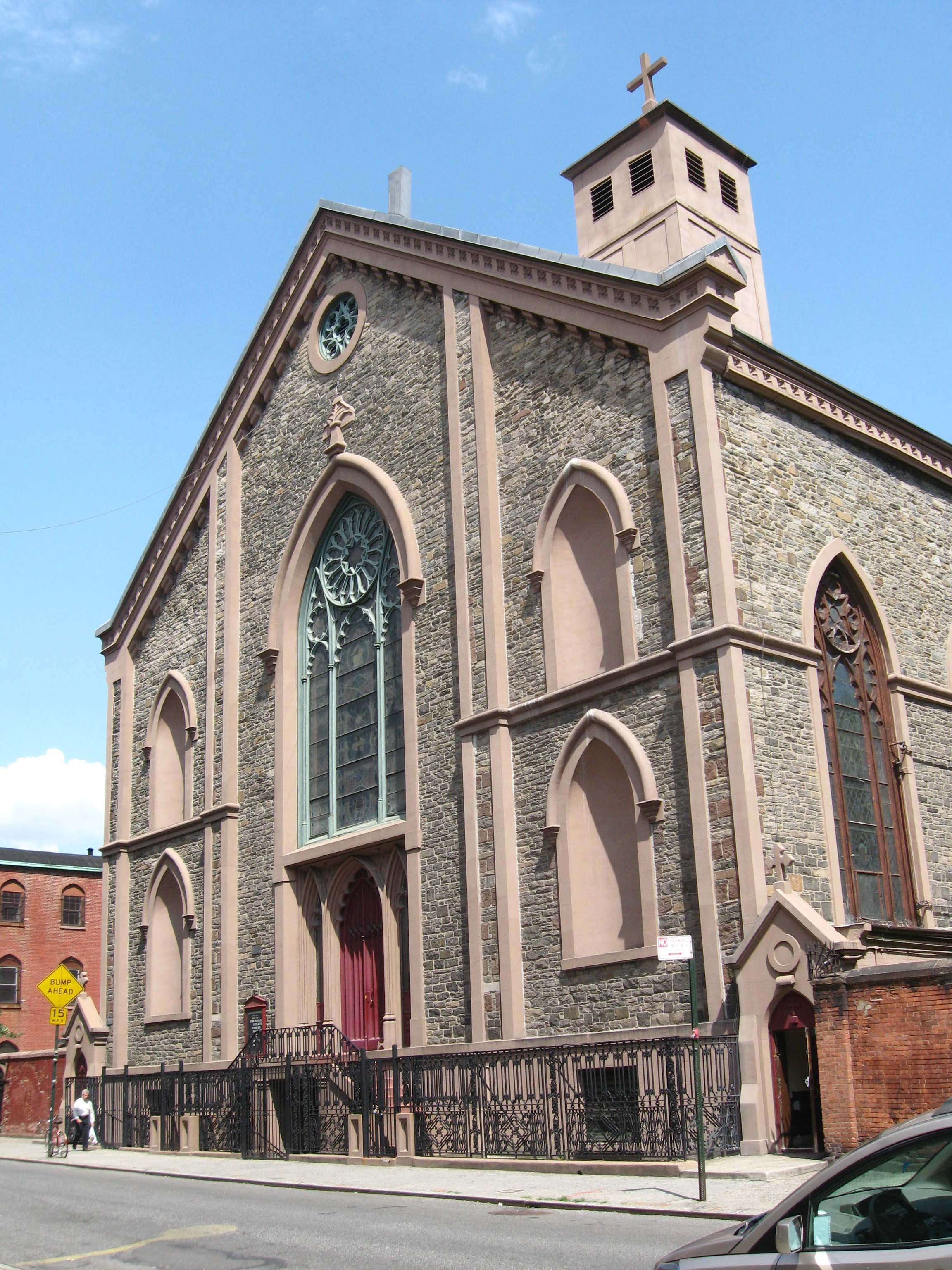
Excatedral de San Patricio, en Nueva York

La arquidiócesis tiene 12 212 km² y extiende su jurisdicción sobre los fieles católicos de rito latino residentes en parte del estado de Nueva York, comprendiendo los condados de: Dutchess, Orange, Putnam, Rockland, Sullivan, Ulster y Westchester; y los boroughs de Manhattan, El Bronx, y Staten Island en la ciudad de Nueva York.
La sede de la arquidiócesis se encuentra en la ciudad de Nueva York, en donde se halla la Catedral de San Patricio y la excatedral de San Patricio, que fue la sede de la arquidiócesis de Nueva York hasta 1879 y fue elevada a basílica menor por el papa Benedicto XVI en 2010. Existe también el santuario St. Frances Cabrini Shrine.
La arquidiócesis tiene como sufragáneas a las diócesis de: Albany, Brooklyn, Búfalo, Ogdensburg, Rochester, Rockville Centre y Syracuse.
En 2023 en la arquidiócesis existían 287 parroquias.

## Historia
El 26 de noviembre de 1784 el papa Pío VI erigió la prefectura apostólica de los Estados Unidos de América (hoy arquidiócesis de Baltimore), creando una jurisdicción separada para los Estados Unidos de la de la Iglesia católica en el Reino Unido. Ese mismo año, el nuevo estado de Nueva York derogó la ley precolonial que prohibía a los sacerdotes católicos residir en Nueva York.
Tras la derogación de las leyes contra los sacerdotes católicos, el cónsul francés J. Hector St. John de Crèvecœur organizó una comunidad católica laica en 1785 para inaugurar la iglesia de San Pedro en Manhattan, la primera iglesia católica de la ciudad de Nueva York. La comunidad adquirió terrenos de la Iglesia de la Trinidad para una nueva iglesia, complementando las donaciones de la comunidad con un regalo de mil piezas de plata del rey Carlos III de España entregados por el cónsul español. La iglesia de San Pedro se inauguró en 1787 construida en el estilo federal, y entre sus feligreses se encontraban santa Isabel Ana Seton y el filántropo venerable Pierre Toussaint. En 1800, la congregación abrió una escuela en la iglesia, la primera escuela católica de la ciudad de Nueva York. En ese momento, había una escasez de sacerdotes para atender al gran territorio. El 6 de noviembre de 1789 la prefectura apostólica fue elevada a diócesis y el actual territorio de la arquidiócesis de Nueva York quedó bajo la jurisdicción de la diócesis de Baltimore, encabezada por el obispo John Carroll.
El 8 de abril de 1808, mediante el breve Ex debito el papa Pío VII elevó Baltimore a la condición de arquidiócesis metropolitana. Al mismo tiempo, las diócesis de Filadelfia, Boston y Bardstown fueron erigidas junto con la de Nueva York a partir del territorio de la de Baltimore y pasaron ser sus sufragáneas. En el momento de su erección, la diócesis de Nueva York cubría todo el estado de Nueva York y la parte oriental del de Nueva Jersey: «atque constituimus, scilicet primam Neo-Eboraci, quae totam hujus nominis Provinciam, et Partem Orientalem Provinciae Neo-Caesareae priori finitimam habeat pro Dioecesi».
Como el primer obispo designado no pudo zarpar de Italia debido al bloqueo napoleónico, fray Kohlman fue nombrado administrador. Él fue fundamental en la organización de la diócesis y la preparación de la Catedral de San Patricio que se construyó en Mulberry St. Entre las dificultades que enfrentaba los católicos en el momento era el anticatolicismo que existía en general y en el sistema escolar de Nueva York. Un fuerte movimiento nacionalista trató de mantener a los católicos fuera del país y evitar que los que ya existían avanzaran.
El 18 de junio de 1834, mediante la bula Benedictus Deus, el papa Gregorio XVI confirmó el territorio de jurisdicción de los obispos de Nueva York, extendido a todo el estado de Nueva York y especificó los condados del estado de Nueva Jersey: «Dioecesis Novi-Eboraci continebit provinciam eiusdem nominis, atque etiam comitatus in provincia New-Jersey existentes scilicet Sussex, Bergen, Morris, Essex, Somerset, Middlesex et Monmouth.»
El 23 de abril de 1847 cedió partes de su territorio para la erección por el papa Pío IX de las diócesis de Albany (mediante el breve Ad supremum apostolatus) y Búfalo (mediante el breve Universi dominici gregis).
El 19 de julio de 1850 la diócesis fue elevada al rango de arquidiócesis metropolitana mediante la bula Universi Dominici gregis del papa Pío IX, siendo sus primeras sufragáneas las diócesis de Albany, Búfalo, Boston (elevada a arquidiócesis metropolitana el 12 de febrero de 1875) y Hartdford (transferida a la provincia eclesiástica de Boston el 12 de febrero de 1875).
El 29 de julio de 1853 cedió otras porciones de su territorio para la erección por el papa Pío IX de las diócesis de Brooklyn (mediante el breve De incolumitate) y de Newark (hoy arquidiócesis de Newark, mediante el breve Apostolici ministerii).
El 28 de julio de 1885 incorporó a su jurisdicción las islas Bahamas, separadas de la diócesis de Charleston.
El 21 de marzo de 1929 cedió las islas Bahamas para la erección de la prefectura apostólica de Bahamas (hoy arquidiócesis de Nasáu) mediante la bula Constans Apostolicae Sedis del papa Pío XI.

## Estadísticas
Según el Anuario Pontificio 2024 la arquidiócesis tenía a fines de 2023 un total de 2 819 000 fieles bautizados.
| Año                                                                             | Población            | Población | Población      | Sacerdotes | Sacerdotes    | Sacerdotes    | Bautizados por sacerdote | Diáconos permanentes | Religiosos | Religiosos | Parroquias |
| Año                                                                             | Bautizados católicos | Total     | % de católicos | Total      | Clero secular | Clero regular | Bautizados por sacerdote | Diáconos permanentes | Varones    | Mujeres    | Parroquias |
| ------------------------------------------------------------------------------- | -------------------- | --------- | -------------- | ---------- | ------------- | ------------- | ------------------------ | -------------------- | ---------- | ---------- | ---------- |
| 1900                                                                            | 1 000                | ?         | ?              | 449        | 227           | 676           | 1479                     |                      |            |            | 259        |
| 1910                                                                            | 1 219 920            | ?         | ?              | 605        | 324           | 929           | 1313                     |                      |            |            | 331        |
| 1950                                                                            | 1 260 328            | 4 900 000 | 25.7           | 2100       | 1114          | 986           | 600                      |                      | 2264       | 7246       | 395        |
| 1962                                                                            | 1 651 400            | 4 950 000 | 33.4           | 2533       | 1260          | 1273          | 651                      |                      | 1256       | 8562       | 403        |
| 1970                                                                            | 1 850 000            | 5 500 000 | 33.6           | 2678       | 1210          | 1468          | 690                      |                      | 3158       | 7444       | 407        |
| 1976                                                                            | 1 880 788            | 5 147 200 | 36.5           | 2189       | 1352          | 837           | 859                      | 31                   | 1832       | 6044       | 407        |
| 1980                                                                            | 1 851 000            | 5 077 000 | 36.5           | 2529       | 1146          | 1383          | 731                      | 116                  | 2021       | 5700       | 410        |
| 1990                                                                            | 2 223 290            | 5 115 000 | 43.5           | 2444       | 1006          | 1438          | 909                      | 286                  | 1942       | 4533       | 412        |
| 1999                                                                            | 2 371 355            | 5 254 300 | 45.1           | 1892       | 882           | 1010          | 1253                     | 320                  | 419        | 3707       | 413        |
| 2000                                                                            | 2 407 393            | 5 276 400 | 45.6           | 1998       | 1006          | 992           | 1204                     | 277                  | 1560       | 3375       | 412        |
| 2001                                                                            | 2 388 047            | 5 276 900 | 45.3           | 2008       | 1023          | 985           | 1189                     | 343                  | 1458       | 3376       | 412        |
| 2002                                                                            | 2 471 742            | 5 492 762 | 45.0           | 1944       | 1017          | 927           | 1271                     | 354                  | 1438       | 3267       | 411        |
| 2003                                                                            | 2 488 146            | 5 529 214 | 45.0           | 1811       | 935           | 876           | 1373                     | 354                  | 1442       | 3269       | 411        |
| 2004                                                                            | 2 521 087            | 5 602 418 | 45.0           | 1835       | 922           | 913           | 1373                     | 359                  | 1493       | 3153       | 409        |
| 2009                                                                            | 2 605 000            | 5 789 000 | 45.0           | 1783       | 932           | 851           | 1461                     | 290                  | 1340       | 2840       | 370        |
| 2013                                                                            | 2 634 624            | 5 854 721 | 45.0           | 1515       | 769           | 746           | 1739                     | 292                  | 1251       | 2589       | 368        |
| 2016                                                                            | 2 642 740            | 5 872 756 | 45.0           | 1286       | 696           | 590           | 2055                     | 319                  | 962        | 2260       | 368        |
| 2019                                                                            | 2 807 298            | 6 238 441 | 45.0           | 1213       | 654           | 559           | 2314                     | 388                  | 917        | 2118       | 288        |
| 2021                                                                            | 2 807 298            | 6 238 441 | 45.0           | 1224       | 665           | 559           | 2293                     | 375                  | 855        | 1908       | 284        |
| 2023                                                                            | 2 819 000            | 6 265 000 | 45.0           | 1251       | 689           | 562           | 2253                     | 363                  | 892        | 1761       | 287        |
| Fuente: Catholic-Hierarchy, que a su vez toma los datos del Anuario Pontificio. |                      |           |                |            |               |               |                          |                      |            |            |            |

En 1929 la población católica de la arquidiócesis era de 1 273 291 personas. Había 1314 sacerdotes ministeriando en la arquidiócesis y 444 iglesias. También había 170 348 niños en la educación católica y en las instituciones de bienestar social. En 1959 hubía 7913 monjas y hermanas del ministerio en la arquidiócesis, representado a 103 diferentes órdenes religiosas.

### Cementerios
Los siguientes son los cementerios bajo los auspicios de Calvary y Allied Cementerios, Inc.:
- Cementerio del Calvario, fundado en 1847 y situado en Queens. El cementerio situado en la diócesis de Brooklyn, es propiedad de la arquidiócesis de Nueva York, tal como se estableció antes de que la diócesis de Brooklyn fuese erigida canónicamente.
- Cementerio de la Ascensión, situado en Airmont en el condado de Rockland.
- Cementerio de la Resurrección, situado en Staten Island.
- Cementerio Puerta del Cielo, situado en Valhalla en el condado de Westchester.

## Episcopologio

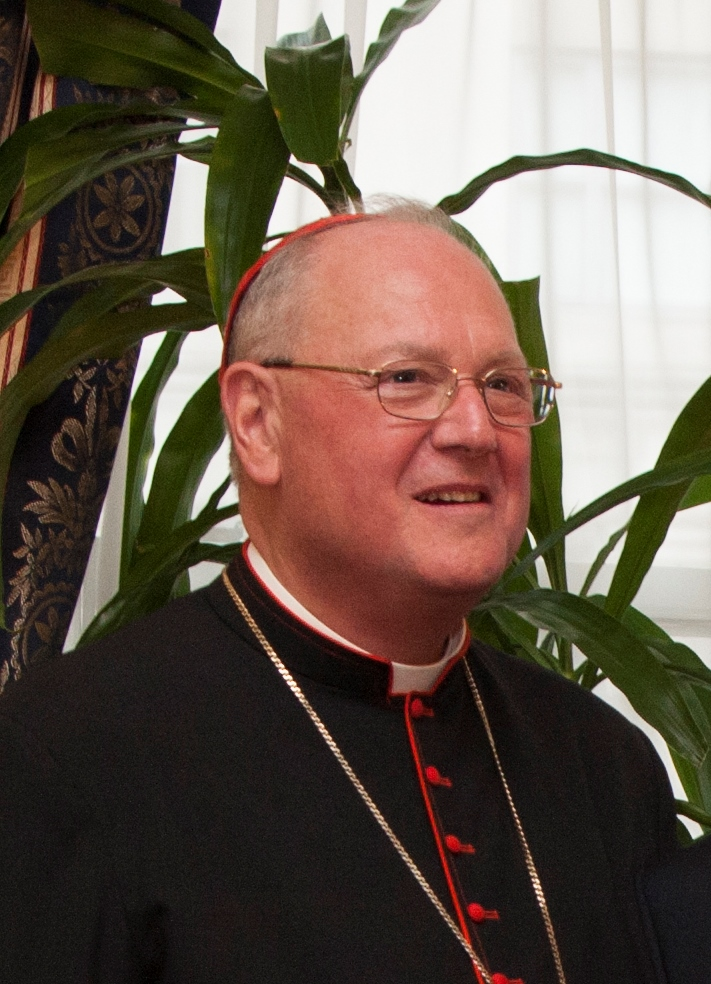
Cardenal Timothy Michael Dolan, arzobispo de Nueva York desde 2009

- Richard Luke Concanen, O.P. † (8 de abril de 1808-19 de junio de 1810 falleció)
  - Sede vacante (1810-1814)
- John Connolly, O.P. † (4 de octubre de 1814-6 de febrero de 1825 falleció)
- John Dubois, P.S.S. † (23 de mayo de 1826-20 de diciembre de 1842 falleció)
- John Joseph Hughes † (20 de diciembre de 1842 por sucesión-3 de enero de 1864 falleció)
- John McCloskey † (6 de mayo de 1864-10 de octubre de 1885 falleció)
- Michael Augustine Corrigan † (10 de octubre de 1885 por sucesión-5 de mayo de 1902 falleció)
- John Murphy Farley † (15 de septiembre de 1902-17 de septiembre de 1918 falleció)
- Patrick Joseph Hayes † (10 de marzo de 1919-4 de septiembre de 1938 falleció)
- Francis Joseph Spellman † (15 de abril de 1939-2 de diciembre de 1967 falleció)
- Terence James Cooke † (2 de marzo de 1968-6 de octubre de 1983 falleció)
- John Joseph O'Connor † (26 de enero de 1984-3 de mayo de 2000 falleció)
- Edward Michael Egan † (11 de mayo de 2000-23 de febrero de 2009 retirado)
- Timothy Michael Dolan, desde el 23 de febrero de 2009